# Bastilja
Bastilja je bila trdnjava v Parizu, v kateri se je nahajal zapor. Zgrajena je bila okrog leta 1370 kot del pariške obrambe, v zapor jo je spremenil Karel VI. Francoski. V njej so bili nastanjeni predvsem politični zaporniki.
Med bolj znanimi zaporniki so bili Voltaire, Fouquet in Markiz de Sade.
Nasprotja med revolucionarji in predstavniki starega režima so 14. julija 1789 pripeljala do zavzetja Bastilje, kar je bil povod za francosko revolucijo. Po mnenju mnogih zgodovinarjev je imelo zavzetje bolj simboličen kot praktičen pomen. 
Do novembra istega leta so trdnjavo podrli. Danes na tem mestu stoji Place de la Bastille, na njem pa Bastiljska Opera.